# Burg Mainburg
Die abgegangene Burg Mainburg befindet sich in der niederbayerischen Stadt Mainburg im Landkreis Kelheim. Die Reste der mittelalterlichen Höhenburganlage befinden sich am Salvator- oder Hofberg östlich des Stadtzentrums und werden als Bodendenkmal in der Bayerischen Denkmalliste als „Burgstall des Mittelalters“ unter der Denkmalnummer D-2-7336-0030 geführt.

## Beschreibung
Das Plateau des Hofberges macht in Nord-Süd-Richtung 200 m und in Ost-West-Richtung ca. 100 m aus. Zur Abens fällt das Gelände auf der Süd-, West- und Nordseite steil 30 m ab. Die Burg entstand an der Stelle einer frühmittelalterlichen Ringwallanlage, die das ganze Plateau einschloss und von der noch Wall- und Grabenreste vorhanden sind. Die Zufahrt zum Burggelände ist heute noch ein tiefer Hohlweg, der sich von Norden den Berg hinaufzieht und an der Ostseite in das Innere des Burggeländes einmündet. Dieser Ringwallanlage folgte eine frühmittelalterliche Turmhügelburg, diese besteht heute in einem länglich-ovalen künstlichen Burghügel in der Mitte der nördlichen Hälfte des Plateaus mit den Ausmaßen von 15 × 18 m und einer Höhe von 7,5 m. Früher schloss ein Wall den Burghügel gegen das Hinterland ab. Diese Anlage ist im Urkataster noch gut zu ersehen („Hofbergbuckel“).
Die Burg Mainburg wurde um 1220 auf dem Salvator- oder Hofberg an der östlichen Anhöhe des Abenstals errichtet. Diese war von einer Ringmauer umgeben, in ihr Inneres gelangte man durch einen Torturm mit vorgelagerter Zugbrücke. Hier stand dann zuerst ein kleiner Palas mit zwei Stuben, einer Kammer und einer Stallung für fünf Pferde; innerhalb der Anlage befand sich auch der Hofanger, auf dem Kraut gezogen wurde. 1551 wurde durch den Pfleger Jörg Auer von Odelzhausen ein neuer zweistöckiger Palas errichtet, der nach dem Salbuch von 1583 vier Stuben, fünf Kammern und drei Gewölbe umfasste. An diesen waren eine Kammer für die Knechte, ein Badstüberl und ein Backhaus angebaut. Dazu gehörten ein gemauerter Stadel, ein Kuhstall und drei Schweineställe. Auf dem Anger war ein 29 Klafter (ca. 50 m) tiefer Schöpfbrunnen. Wie eine Abbildung von 1585 zeigt, gehörte zu der Anlage auch die seit 1386 genannte Schlosskapelle St. Salvator.
Bereits 1590 war ein Teil der Anlage heruntergekommen, die Umfassungsmauer wies große Lücken auf und der Brunnen war teilweise eingefallen. Während des Dreißigjährigen Krieges wurden am 6. Mai 1632 die Burg und das Kirchlein niedergebrannt. Die Ruinen wurden in der Folge abgebrochen. 1799 wurde der Schlossberg von der Stadt angekauft und danach an mehrere Bieter versteigert. Im Jahr 1723 wurde die  heutige Salvatorkirche auf dem südlichen Teil des ehemaligen Burggeländes errichtet.

## Geschichte
Die Veste Mainburg wurde um 1220 von Graf Meinhard III. von Rottenegg errichtet. Die Burg und die dazugehörenden Häuser am Salvator- oder Hofberg bildeten den zweiten Siedlungskern von Mainburg. Von dem Burgenbauer leitet sich auch der Name der heutigen Stadt Mainburg ab. Am 21. August 1279 kaufte Herzog Ludwig der Strenge die Burg von dem letzten Rottenegger, dem Regensburger Bischof Heinrich II.
Das „castrum Meinberch“ wird im zweiten Herzogsurbar, entstanden zwischen 1279 und 1284, erwähnt. Die Burg wurde von da an Sitz des wittelsbachischen Pfleggerichts Mainburg. Der erste namentlich bekannte Richter war ein Hornbecken, 1371 wird hier Degenhart der Kammerberger als Richter und Pfleger genannt, zumeist waren die beiden Ämter jedoch getrennt; den Richtern und Pflegern waren auch Burghutleute unterstellt. Das spätere Land- und Pfleggericht Mainburg bestand bis 1803.